# Johan Robeck
Johan (eller Jonas) Robeck, född 1672 i Kalmar, död 1735 utanför Bremen, var en svensk jesuit. Han var bror till Börje Gyllenbååt.
Robeck blev student vid Uppsala universitet, där han vistades i tio år, och sedan kollega vid trivialskolan i Kalmar. Grubblande och orolig, lämnade han omsider fäderneslandet 1704, for omkring i Tyskland och slog sig ned i Hildesheim. Där blev han bekant med jesuiter, antog katolicismen och undergick 1705 den så kallade första tonsuren. Robeck skickades sedan i viktiga uppdrag till Wien och Rom, blev 1712 subdiakon, sedan diakon och präst. 1714 blev han av polske biskopen i Livland förordnad till konfessionarius, och 1716 
förklarades han av påvlige nuntien i Tyskland för apostolisk präst, med rätt att hålla gudstjänst, var han ville. 1727 kom han till Osnabrück och blev där förordnad till huspräst hos en katolik nära Hamburg. Omsider beslöt han att leva alldeles för sig själv, endast sysselsatt med dödsbetraktelser och skrifters författande. Han begav sig därför 1734 till Rinteln, där han levde nästan alldeles avskild från människor, blott meddelande sig med en professor Funck. Genom Funck fördelade han också sina få ägodelar samt anhöll, att denne måtte låta trycka något av de nio arbeten Robeck författat och till honom överlämnat. Sommaren 1735 reste han till Bremen, varifrån han till Funck översände återstoden av sina tillhörigheter, samt for därpå en dag ensam ut i en båt på Weser. Några dagar därefter återfann man hans lik tre mil från staden vid en by, där det begravdes. Det arbete, i vilket han försvarat självmordet, utgav Funck, efter författarens uttryckliga vilja och med vederläggande anmärkningar, 1736, under titel Exercitatio philosophica de morte voluntaria philosophorum et bonorum virorum.